# Джен Леджер
Дженніфер Керол Леджер (англ. Jennifer Carole Ledger; нар. 8 грудня 1989, Ковентрі, Західний Мідленд, Англія) — британська барабанщиця і співвокалістка американського християнського хард-рок-гурту Skillet. У віці 18 років стала барабанщицею Skillet, коли їх колишня ударниця Лорі Петерс пішла у відставку.

## Особисте життя
Джен родом з міста Ковентрі, Британія. У неї є рідна сестра і два брати, і вона серед них наймолодша. Джен приїхала із Сполученого Королівства до США в 16 років в основному як барабанщиця в Living Light School (Школа поклоніння живого світла) у місті Кеноші, штат Вісконсин. Леджер якось сказала: «Я не думала, що вже через 3 роки після приїзду я буду грати в Skillet».
Вона потрапила до групи під час туру альбому «Comatose», де вона так само заспівала вокальним соло в пісні «Yours to Hold».
Її перший тур у складі Skillet був Winter Jam 2008 разом з MercyMe, BarlowGirl, NewSong і Mandisa до 16 березня 2008. Джен була фіналісткою змагання молодих барабанщиків у Великій Британії в 2006 році, в той час як вона вже грала в місцевій групі перед від'їздом до США і приєднанням до Skillet.
Джен є ендорсером американської фірми DW, використовуючи барабани даної компанії і педалі серії 9000. Крім того, Джен представляє фірму VIC FIRTH, граючи іменними паличками даного виробника.
Леджер стла громадянинкою США у 2021 році.

## Дискографія

### Разом із гуртомSkillet
- 2008: Comatose Comes Alive
- 2009: Awake
- 2013: Rise
- 2016: Unleashed

Вокал
- в альбомі Comatose Comes Alive
  - «Yours to Hold», основний вокал

- в альбомі Awake
  - «Hero», основний вокал.
  - «Awake and Alive», основний вокал.
  - «Monster», бек-вокал, також і в версії з Awake and Remixed співає в якості бек-вокалу.

- в альбомі Rise
  - «Sick Of It», бек-вокал.
  - «Rise», бек-вокал.
  - «Not Gonna Die», бек-вокал, основний вокал.
  - «Madness In Me», бек-вокал.
  - «Salvation», основний вокал.
  - «Fire and Fury», основний вокал.
  - «Hard to Find», бек-вокал.
  - «What I Believe», основний вокал.
  - «Battle Cry», бек-вокал.
  - «Everything Goes Black», основний вокал.

- в альбомі Unleashed
  - «Feel Invincible», бек-вокал, основний вокал.
  - «Stars», бек-вокал, основний вокал.
  - «I want to Live», бек-вокал, основний вокал.
  - «The Resistance», бек-вокал, основний вокал.
  - «Watching for comets», бек-вокал, основний вокал.
  - «Lions», бек-вокал.
  - «Undefeated», бек-вокал.